# Apeadeiro de Travassós de Orgens
O Apeadeiro de Travassós de Orgens, igualmente conhecido apenas por Travassós, foi uma plataforma ferroviária da Linha do Dão, que servia a localidade de Travassós de Orgens, no concelho de Viseu, em Portugal.

## História

### Inauguração
A Linha do Dão foi inaugurada no dia 24 de Novembro de 1890, e entrou ao serviço no dia seguinte, pela Companhia Nacional de Caminhos de Ferro.

### Século XX
Em 1933, a Companhia Naciona edificou uma gare e um alpendre para abrigo dos passageiros nesta interface, que nessa altura tinha a categoria de paragem e o nome de Travassós. Nos horários de 1939, esta interface ainda aparecia com o nome de Travassós.
Em 1 de Janeiro de 1947, a Companhia Nacional foi integrada na Companhia dos Caminhos de Ferro Portugueses.

A Linha do Dão foi encerrada em 1990 e transformada na Ecopista do Dão em 2007-2011.[carece de fontes?]